# Protarász
Protarász (görögül: Πρωταράς) Ciprus keleti részén, Paralimni keleti partján, 10 km hosszan nyúlik el Kapparis kerületétől a Konnos öbölig.  
Hangulatos öblei, változatos, kiépített, tiszta vizű strandjai, kellemes éghajlata miatt a turisták kedvelt üdülőövezete.
Mielőtt idegenforgalmi hellyé épült át, számos szélmalom tarkította területét, ezért a „szélmalmok földjének” nevezték.
Ciprus egyik legnagyobb városától, Lárnakától, ahol nemzetközi repülőtér is üzemel, körülbelül 60 kilométerre, a másik kedvelt nyaralóhelyétől, Ayia Napától pedig mindössze 7 km-re  található.
Áprilistól novemberig tart a nyaralószezon, több ezer kilométerről is érkeznek a pihenni vágyók. Ősz végére a nyüzsgő környék szinte elnéptelenedik, a szállodák, éttermek, boltok, szálláshelyek nagy része bezár.

## Történelme
Az i. e. 306-ban lezajlott tengeri ütközet helyszínét, amelyben I. Démétriosz makedón király legyőzte I. Ptolemaioszt, a beszámolók szerint Leukollánál vívták, melyet korábban Protarász egyik helyszínével azonosítottak a Famagusta parton. Ez egy kicsi, de biztonságos öböl, melyet Sakellarios idején Konnosként ismertek.
Egy kisváros romjai ezen öböl felett ahhoz a helyhez tartozhatnak, melyet Athenaios említ, akitől megtudjuk, hogy Antigonos triérészét, amellyel Ptolemaiosz tábornokait legyőzték Laukollánál, Apollo istennek ajánlották. A fent említett romok között egy hellén kori vésetet is találtak, szintén Apollóhoz írva. Egy 1877-es ásatás feltárt egy épületet, amely nyilvánvalóan egy szentély volt, ahonnét néhány kőszobor töredéke is előkerült.
Protarász természetes, védett kikötői és annak lakott környezete az évszázadok során lassan elnéptelenedett. 
Az 1800-as évektől, kihasználva a szelet, a környéken élők sok szélmalmot építettek, ahol gabonát őröltek.
A felvirágzás a nyolcvanas évekre tehető, mikor meglátva az idegenforgalmi lehetőségeket, a település és a környék modern üdülőövezetté fejlődött, ahol sorban épültek a nagy befogadóképességű szállodák, apartmanok, villák, éttermek, szórakozó- és bevásárló helyek, a turisták pedig gyorsan megkedvelték az Ayia Napanál sokkal csendesebb, családbarátabb helyet.

## Látnivalói
- Fügefa-öböl (Fig Tree Bay)

Tiszta, türkizkék vize, világos homokos partja miatt a legtöbb turistát vonzó része Protarásznak. Kiváló vízminőségéért és szolgáltatóegységeiért a Kék Zászló díjat, valamint a Zöld tengerpart minősítést is megkapta.
- Illés kápolna

Protarász központjától nem messze található. Egy 115 méter magas gránit dombra, a környéken található kövekből épült a 14. században, bizánci stílusban, Illés próféta tiszteletére. A kis kápolna kupolás tetejű, mellette egy kis harangtorony, mindkettő tetején kereszt található. 153 meredek lépcsőn felérve remek kilátás nyílik lenézve a városra, keletre a Földközi-tengerre, északra Ciprus legnagyobb kikötővárosára, Famagustara, és Pentadaktylos hegyláncai, tiszta időben még a Karpas-félsziget is látható.
Az épület szerény díszítésű, padlója csempézett, belső falai fehérre festettek, rajtuk szentek és a Bibliából származó jelenetek képei láthatóak. A berendezése is egyszerű faoltár és fapadok. A templom melletti fa a helyi hagyományok szerint ’’kívánságfa’’, melyre ha szalagot rögzít valaki, annak teljesülni fog a kívánsága. Szintén gyakran látni a lépcsőket hangosan számolgató turistákat is, mert a helyiek szerint, ha felfelé és lefelé haladva is ugyanannyi számú lépcsőfokot számol valaki, annak bűnei megbocsátást nyernek. A szerény kis kápolna egyedi megvilágításának köszönhetően éjszaka különlegesen széppé válik.
- Történelmi Múzeum

Bemutatja a sziget és a város történetét. Igazán értékes, vagy régi leletek nincsenek (a kiállítás fő része 19. századi), a Fügefa-öböl partján talált fontosabb régészeti leletek többsége a nagy múzeumokba került.
A gyűjtemény két részből áll. Az egyik a régebbi, a régészeti ásatások során talált leleteket, freskókat,  mozaikokat, régi használati tárgyakat, ritka és gyakori anyagokból készült szobrokat mutatja be, a másik, az újkori pedig a helyi lakosok népviseletét, hétköznapi ruháit, használati tárgyait, edényeit, vázáit, kancsóit, játékait stb. Látható itt járműgyűjtemény is, ahol nem csak a gazdagok, hanem a szegények közlekedési eszközei is megtekinthetőek.
- Óceáni akvárium

A belváros közelében, 12 500 m²-en, részekre felosztva több mint 1000 tengeri és óceáni állatnak valamint madárnak ad otthont. Egzotikus halak, (például bohóchalak), piráják, murénák, angolnák, teknősök, tengericsillagok, szellőrózsák, csikóhalak, polipok, tintahalak, garnélarákok stb., valamint krokodilok és pingvinek is megtalálhatóak itt. Kávézó és egy ajándékbolt is található a területén. A létesítmény egész évben nyitva tart.
- Táncoló szökőkutak

Májustól szeptemberig minden héten pénteken 21 órától látható a lézerfényekkel, modern és klasszikus zenével (például: Mozart, Strauss, Bach, Vivaldi) kísért látvány szökőkutak műsora. Közel 20 000 vízsugár (kilövellésükről 160 nagy teljesítményű szivattyú gondoskodik), valamint közel 500 fényforrás vesz részt a showban. A nézők egy fedett, asztalokkal ellátott nagy teraszról nézhetik a körülbelül egy órás műsort, közben a helyiek jellegzetes ételeit, italait is megkóstolhatják.
- Vízipark

Biztonságos fürdőzést kínálva, több medencével, csúszdákkal, kalózhajóval, vízi gombával stb. várja a fiatalabb korosztályt ez a terület.

## Képgaléria
|  |  |  |